# دافور باليفسكي
دافور باليفسكي مواليد 26 فبراير 1997 في سكوبيه، هو لاعب كرة يد مقدوني يلعب كجناح أيسر. مثل منتخب مقدونيا لكرة اليد.